# Iztok Čop
Iztok Čop (Kranj, 17 de junho de 1972) é um remador esloveno campeão olímpico e tetracampeão mundial.
Čop competiu nos Jogos Olímpicos de 1992, 1996, 2000, 2004, 2008 e 2012, na qual conquistou a medalha de ouro em 2000 no skiff duplo.